# Coming up for air
Coming up for air (traducció literal de l'anglès: Pujar a cercar aire) és una obra escrita per George Orwell el 1939 entre Homenatge a Catalunya (1938) i La rebel·lió dels animals (1945).
El protagonista de l'obra és George Bowling, un agent d'assegurances de mitjana edat que viu en una típica casa anglesa dels afores amb la seva dona i els seus dos fills. Un dia, en estrenar la seva nova dentadura postissa, sent la necessitat de «pujar a cercar aire», referència metafòrica en al·lusió a la seva situació vital i la necessitatde solucionar la rutina tirànica exercida pel temps petrificant. Amb disset lliures que ha guanyat en una carrera decideix remuntar l'assossegat transcórrer de la seva història tornant a la seva infància: concretament, decideix tornar a Lower Binfield, el poble on va créixer, i a l'estany on solia pescar carpes trenta anys enrere. Deixant de costat a la seva família, encamina la seva existència cap al record idealitzat plasmat en la seva memòria però, com és d'esperar, es retrobarà amb l'efecte produït per la realitat en els fantasmes del record i l'esperança. L'estany ha desaparegut, el poble s'ha tornat irreconeixible i el principal esdeveniment de les seves vacances és un bombardeig accidental de les forces de la RAF, preludi de l'esclat de la Segona Guerra Mundial.